# Herrschaft Rapperswil

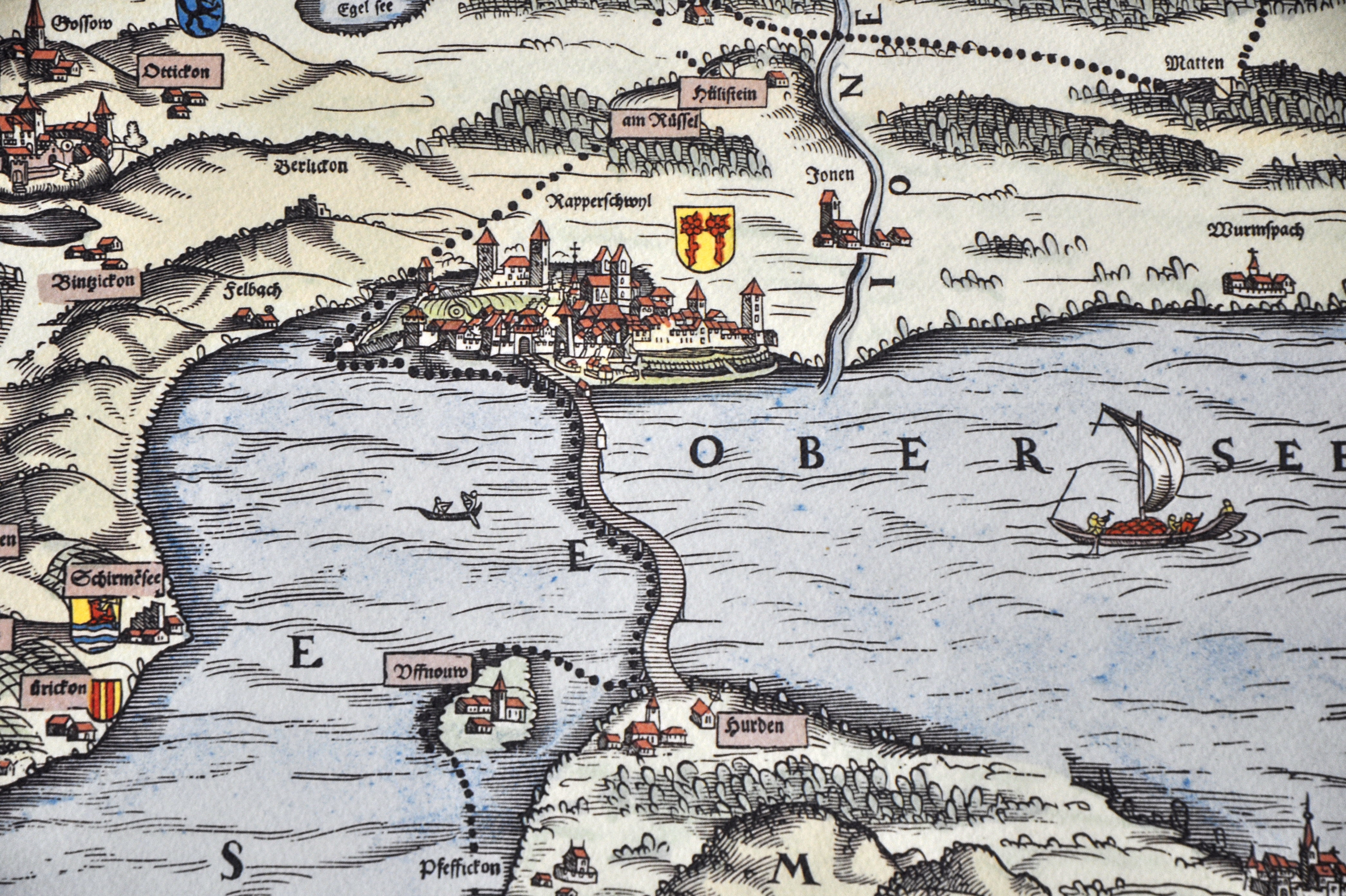
Rapperswil und Umgebung auf Jos Murers Kantonskarte von 1566 (Ausschnitt)

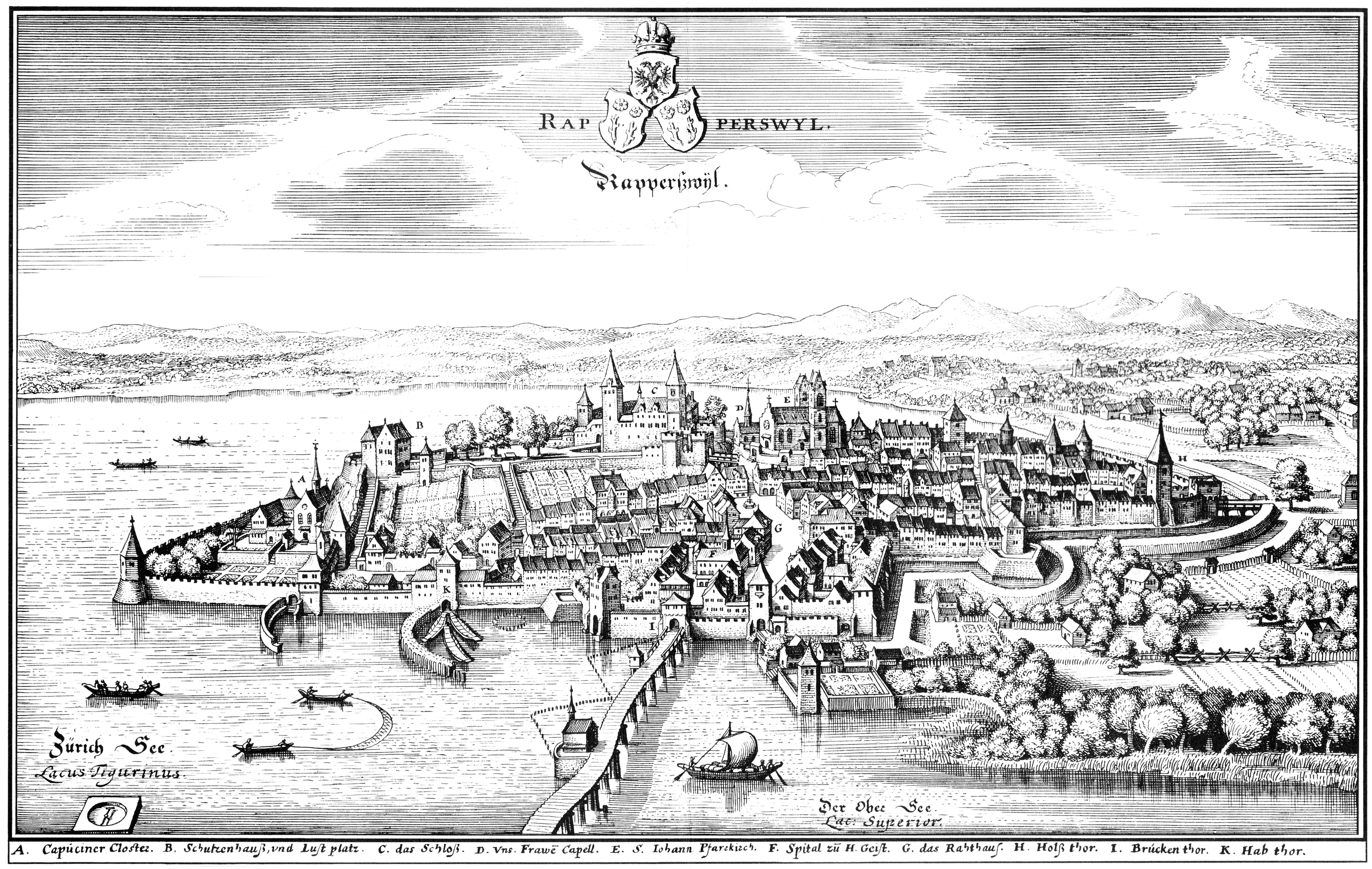
Ansicht der Stadt Rapperswil in der Topographia Helvetiae, Rhaetiae et Valesiae von Matthäus Merian, 1642

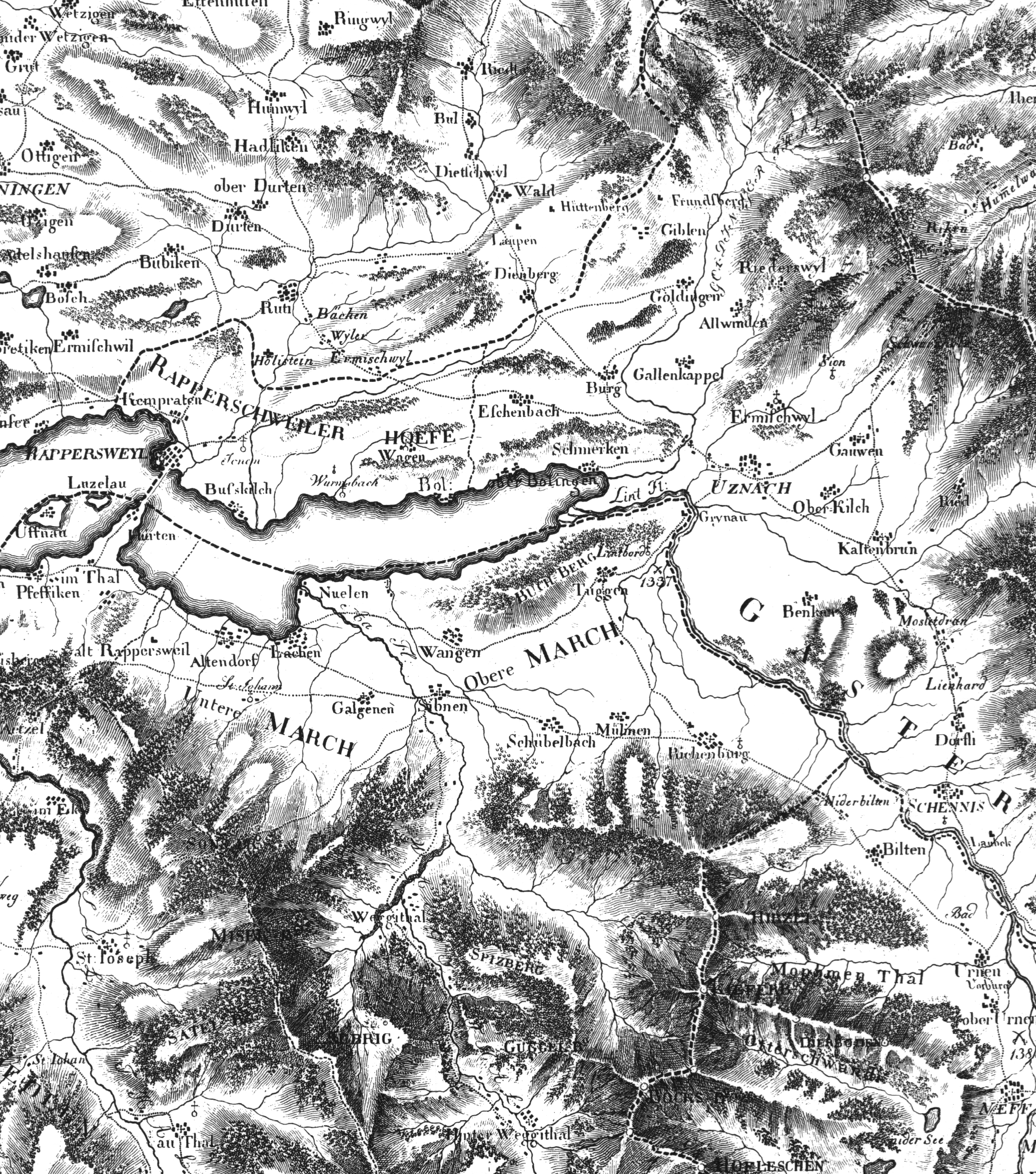
Die Gegend um den oberen Zürichsee in einer Karte von 1796

Die Herrschaft Rapperswil entstand im ausgehenden Spätmittelalter als Gründung der Freiherren von Rapperswil auf dem Gebiet des mittelalterlichen Zürichgaus.
Nach dem Verkauf der ausgedehnten Besitzungen umfasste die Herrschaft ab Mitte des 14. Jahrhunderts bis 1798 (→Schirmherrschaft/Protektorat) die Stadt Rapperswil mit den drei verbliebenen Höfen Jona–Busskirch, Kempraten-Lenggis, Wagen und dem Kloster Wurmsbach.

## Geschichte

### Herrschaft «Alt-Rapperswil»
Die Rapperswiler waren ein Ostschweizer Adelsgeschlecht, deren Genealogie und der mit ihnen verwandten Habsburg-Laufenburg und der Homberger in der Forschung umstritten ist und sich nicht mehr lückenlos rekonstruieren lässt. Im 11. und 12. Jahrhundert waren die Rapperswiler in der heutigen March, um den Greifensee, um Uster, Wetzikon und Hinwil begütert. Burg Alt–Rapperswil in Altendorf wurde um 1040 erbaut. Vermutlich bereits um das Jahr 1100 waren die Rapperswiler Schirmvögte des Klosters Einsiedeln und spielten als Schirmherren von Einsiedeln eine wichtige Rolle im sogenannten Marchenstreit (ca. 1100–1350) zwischen dem Kloster und den Bewohnern der Talschaft Schwyz.
Zwischen ca. 1192 und 1210 scheint es zu einer Krise in der Familie der Rapperswiler gekommen zu sein. Nach dem Tod des Vogtes Rudolf II. von Rapperswil († nach 1192) fehlte gemäss der Ansicht der modernen Forschung ein direkter Erbe, da für die fragliche Zeit keine Rapperswiler mehr in den Urkunden zu finden sind und angenommen wird, dass die Herren von Rapperswil bereits Ende des 12. Jahrhunderts zum ersten Mal ausstarben und um das Erbe eine Fehde mit den Toggenburgern ausgetragen wurde. In der Literatur wird deshalb teilweise zwischen «Alt-Rapperswil» (vor 1200) und «Neu-Rapperswil» unterschieden. Nach der Beilegung der Fehde konnten sich die Herren von Neu-Rapperswil ab 1210 als Haupterben der Alt-Rapperswiler Besitzungen durchsetzen. Unter den Neu-Rapperswilern Rudolf II. und Rudolf III. manifestierte sich der Dynastiewechsel auch durch die Verlegung des Herrschaftssitzes und mit der Gründung von «Neu-Rapperswil».

### Grafschaft «Neu-Rapperswil»
Der ursprüngliche Sitz der Rapperswiler am linken Ufer des Zürichsees profitierte von der wichtigen Handelsstrasse am linken Ufer des Zürichsees, die Zürich über die Bündner Pässe mit der Lombardei und Venedig verband. Die Erschliessung der Schöllenenschlucht um das Jahr 1200 eröffnete eine direkte Nord–Süd–Handelsroute. Zusammen mit der bedeutenden Pilgerroute (Schwabenweg) und der Eskalation des Marchenstreits um das Jahr 1214 dürfte dies zur Errichtung von Burg und der befestigten Stadt Rapperswil (Neu-Rapperswil) am rechten Zürichseeufer (Gründungsjahr 1229) geführt haben.
Nach der Gründung des neuen Stammsitzes unter Rudolf II. und Rudolf III. lag der Schwerpunkt der Besitzungen nun im Gebiet um den oberen Zürichsee, in der March, in der Herrschaft Greifensee und in Uri, mit Streubesitz in der Linthebene, im Aargau und im Zürichgau.
Um 1232/33 gelang den Rapperswilern mit Rudolf III. als Anhänger der Staufer der Aufstieg in den Grafenstand. Damit wurde ein Teil ihrer Besitzungen aus der Landgrafschaft Zürichgau losgetrennt und bildete nun eine eigene Grafschaft: March mit dem Wägital, Rapperswil als Verwaltungszentrum, Jona, Kempraten und Wagen, sowie die Höfe Pfäffikon, Wollerau und Bäch, als Lehen vom Kloster Einsiedeln. Das Gebiet der zusammenfassend Höfe genannten Besitzungen wurde 1342 vom Kloster Einsiedeln an Jakob Brun, dem Bruder des Zürcher Bürgermeisters Rudolf Brun, verkauft respektive Graf Johann II. verpfändete an ihn die Höfner Vogtei. 1240 erhielten die Rapperswiler von den Staufern die Kastvogtei über Einsiedeln, das Kloster Disentis sowie die Reichsvogtei über das Urserental – und damit Zugang zu den strategisch wichtigen Pässen über Gotthard, Furka und Oberalp.
Die männliche Linie des Geschlechts der Rapperswiler – deren Besitzungen sich um 1283 im Raum Wettingen, in Uri, Winterthur, im Zürcher Oberland und am oberen Zürichsee konzentrierten – endete 1283 mit dem Tod des minderjährigen Rudolf V. (* um 1265; † 15. Januar 1283). Nach dem Tod Rudolf V. zog König Rudolf I. von Habsburg die Reichslehen der Rapperswiler an sich und übergab die an das Kloster St. Gallen zurückfallenden Lehen an seine Söhne. Damit kam Rudolf I. von Habsburg in den Besitz der Reichsvogtei über das Urserental – und des strategisch wichtigen Gotthardpasses sowie der Vogtei über Einsiedeln.
«Auch das Grafengeschlecht von Rapperswil drohte auszusterben. Abt Anselm stand zum damaligen Grafen Rudolf [IV.] in gutem Verhältnis; denn er erscheint mehrfach als Zeuge in Urkunden des Grafen, so bei der Lostrennung der Kirche von Rapperswil [Graf Rudolf III.] von jener in Wurmsbach, bei der Stiftung des Klosters Wurmsbach und anlässlich einer Stiftung an dieses Kloster. Da er keinen männlichen Erben hatte, wollte der Graf, dass die Vogtei, die er über die Stiftsbesitzungen ausserhalb des Etzels zu Lehen trug, seiner Gemahlin Mechtild [von Neifen] zunächst als Leibgeding, dann aber seiner Tochter Elisabeth zufallen sollte. Abt Anselm gestand dies am 10. Januar 1261 zu. Da aber Rudolf [IV.] nach seinem Tode, den 27. Juli 1262, noch ein Sohn geboren ward, wurde der Vertrag hinfällig.»
«Nach einem Berichte des Abtes Johannes I. übertrug [Peter I. von Schwanden] aber dem nachgeborenen Sohn [Rudolf V.] des Grafen Rudolf [IV.] von Rapperswil die Vogteien, die sonst seiner Schwester Elisabeth zugefallen wären.»
«Von grosser Bedeutung für die weitere Geschichte des Stiftes [Kloster Einsiedeln] war, dass unter diesem Abte [Heinrich II. von Güttingen] die Vogtei über das Gotteshaus an die Habsburger überging … Als Graf Ludwig von Homberg aber den 27. April 1289 gestorben war, übertrug der König seiner Witwe Elisabeth [von Rapperswil] auf deren Bitten die Höfe Stäfa, Erlenbach, Pfäffikon und Wollerau, dazu noch die Pfäfers gehörenden Höfe zu Männedorf und Tuggen. Die übrigen Höfe und die Vogtei blieben aber bei den Herzögen von Österreich. 'Dieser Übergang der Vogtei an die Habsburger hatte für das Stift die weittragendsten Folgen; denn als um diese Zeit der Marchenstreit wieder auflebte, nahm dieser ganz neue Formen an. War er in seinem frühern Verlauf ein wirtschaftliches Ringen gewesen, in welchem das rasch anwachsende Volk der Schwyzer nach neuen Gebieten sich umsehen musste, so bekam er nun rein politischen Charakter. Im Kloster wollten die Schwyzer vor allem dessen Vögte, die Habsburger, treffen. Allem Anscheine nach brach der Streit allerdings schon vor 1283 aus, denn wir besitzen eine Bulle Papst Martin IV. vom 1. Juni 1282 … Die Gräfin Elisabeth von Homberg-Rapperswil erhob Ansprüche auf die Höfe in Brütten und Finstersee, verzichtete aber den 20. November 1293 auf ihre Ansprüche.»
Gräfin Elisabeth von Rapperswil (* um 1251/61; † 1309), die Schwester von Rudolf V. von Rapperswil, setzte die Linie der Grafen von Rapperswil fort und sicherte der Nebenlinie Habsburg-Laufenburg die umfangreichen Besitzungen der Rapperswiler im Zürichgau.
Elisabeth verkaufte 1290 den Rest des Rapperswiler Besitzes in Uri und verpfändete um 1300 die Herrschaft Greifensee. Nach dem Aussterben der Homberger fiel ihr Teil 1330 ebenfalls an Habsburg-Laufenburg, allerdings als Lehen des Stammhauses Habsburg. Um 1303 teilte sie die Grafschaft so, dass der Besitz auf dem linken Ufer des Zürichsees den Nachkommen Ludwig von Hombergs zufiel, während der Besitz auf dem rechten Ufer dem Geschlecht der Habsburg-Laufenburg verblieb.
Graf Johann I. von Habsburg-Laufenburg geriet als Schutzherr der 1336 aus der Stadt Zürich verbannten Ratsmitglieder (→Constaffel) in eine Fehde mit der Stadt Zürich und wurde bei der Schlacht bei Grynau im Jahr 1137 getötet. Auch seinen Sohn Johann II. konnten die Verbannten der Exilregierung, das sogenannte «Äusseren Zürich», für den Kampf gegen das Zunftregime von Bürgermeister Rudolf Brun gewinnen. Johann II. von Habsburg-Laufenburg beteiligte sich an der →Mordnacht von Zürich und blieb zwei Jahre in Zürich eingekerkert. Bürgermeister Rudolf Brun liess Schloss und Stadt Rapperswil (→Brandschatzung von Rapperswil) sowie die Burg Alt-Rapperswil 1350 zerstören und die verbliebenen Besitzungen der Rapperswiler in der unteren March, am linken Zürichseeufer, besetzen.
Johann II., der Enkel Elisabeths, konnte nach seiner Freilassung die hohen Kosten für den Wiederaufbau der zerstörten Stadt und der Rapperswiler Festungen nicht aufbringen und verkaufte um das Jahr 1354 die Güter am oberen Zürichsee mit Stadt und Schloss Rapperswil an Herzog Albrecht von Österreich. Fortan sassen von Österreich bestellte Vögte in Rapperswil. 1358 verkaufte Johann II. auch noch den rechtsufrigen Besitz und die Einsiedler Lehen an Albrecht, womit die Grafschaft vollständig in den Besitz Habsburgs überging.

### Habsburg-Österreich (1358–1458)
Herzog Albrecht II. von Habsburg-Österreich liess als neuer Besitzer Schloss und Stadt vermutlich bereits ab 1352 zu einem militärisch gut gesicherten Stützpunkt gegen die expandierenden Acht Alten Orte ausbauen.
Unter der Herrschaft von Habsburg Österreich umfasste die einstige Grafschaft Rapperswil nur noch Burg und Stadt sowie das Rapperswiler Untertanengebiet mit den Höfen Busskirch/Jona, Kempraten und Wagen.

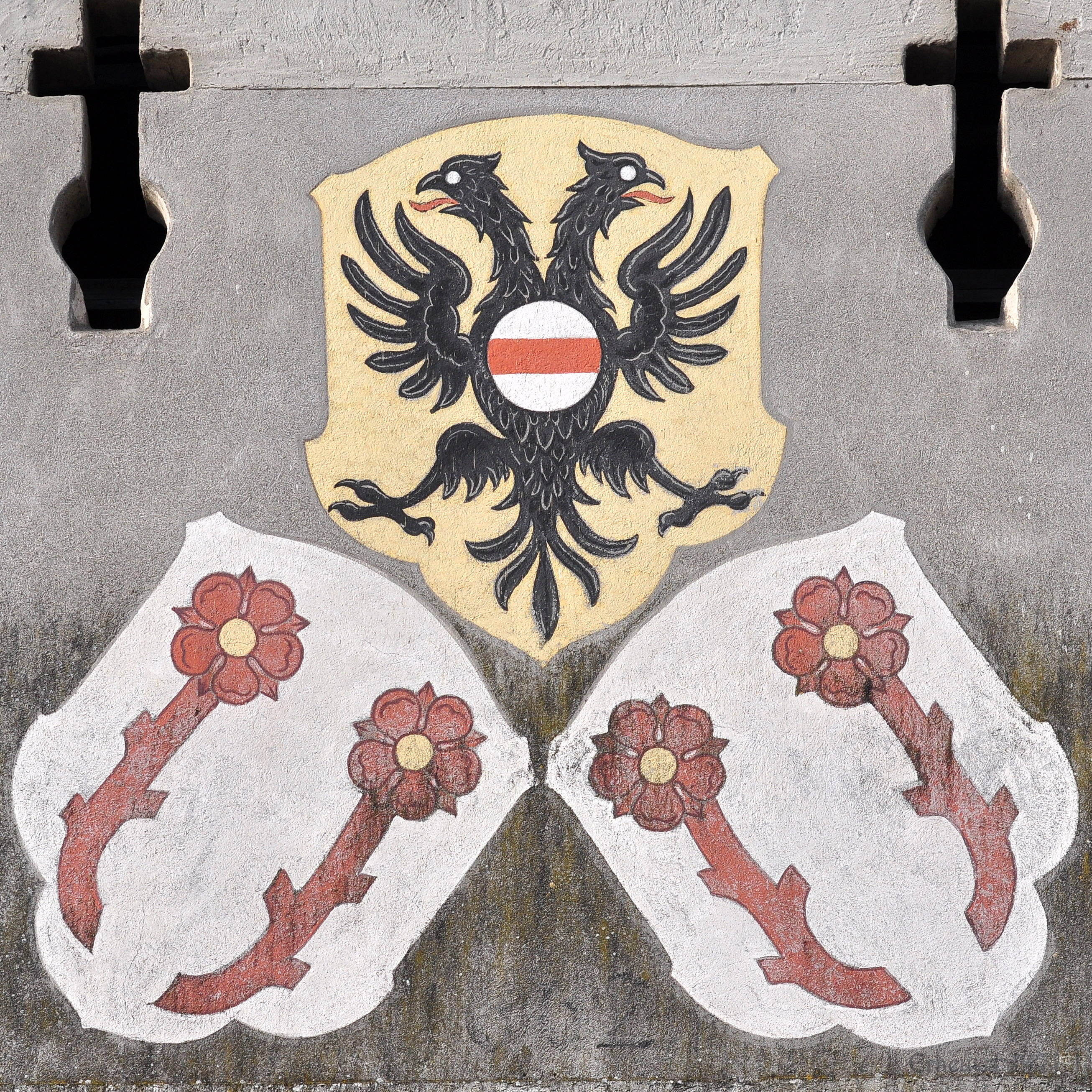
Wappenschilde von Rapperswil und Habsburg, Stadtbefestigung Endingerhorn

Im Jahr 1358 initiierte Rudolf IV. (Rudolf der Geistreiche) von Habsburg-Österreich den Bau der Holzbrücke zwischen Rapperswil und Hurden, womit die Herrschaft trotz ihres kleinen verbliebenen Territoriums aufblühte und enorm an strategischer Bedeutung für die sich territorial konkurrenzierenden Mächte gewann (siehe auch Schweizer Habsburgerkriege).
Die Herrschaft erfreute sich unter den Habsburgern grosser Autonomie: So erhielt sie von Herzog Albrecht das Marktrecht, eine eigene Gerichtsbarkeit, konnte den Schlossvogt aus den eigenen Reihen ernennen, und während der Appenzellerkriege, am 27. Mai 1403, nach der österreichischen Niederlage in der Schlacht bei Vögelinsegg, den einträglichen See- und Landzoll. Nach der Schlacht am Stoss, in der zahlreiche Rapperswiler auf Seiten Habsburg-Österreichs ihr Leben liessen, erhielt Rapperswil 1406 das Recht, den Schultheissen frei zu wählen und Gerichtsbussen zum baulichen Unterhalt der Stadt zu verwenden. Trotz einer kurzfristigen Verpfändung von Burg und Stadt an Zürich blieb Rapperswil habsburgisch.
Nach der Ächtung von Herzog Friedrich IV. im Jahr 1415 befahl Kaiser Sigismund die Abwendung von Friedrich und verlieh der Stadt die Reichsunmittelbarkeit sowie die direkte Herrschaft über die drei Hofgemeinden Jona/Busskirch, Kempraten und Wagen sowie die Pflegschaft über das Zisterzienserinnenkloster Wurmsbach.
Während des →Alten Zürichkriegs kehrte Rapperswil am 24. September 1442 unter die österreichische Herrschaft zurück und ging gleichzeitig ein Bündnis mit Zürich ein. Nach der Schlacht bei St. Jakob an der Sihl am 23. Juli 1443 zog das eidgenössische Heer, das für eine Belagerung der Stadt Zürich nicht ausgerüstet war, weiter nach Rapperswil, das seiner guten Befestigung wegen nicht eingenommen wurde, ebenso Winterthur in den nachfolgenden Wochen. Im Anschluss an die erfolglosen Friedensverhandlungen in Baden fielen abermals Innerschweizer Heerhaufen der Acht Alten Orte in das Stadtzürcher Hinterland (Landvogteien Grüningen und Greifensee) ein. Unter Umgehung von Rapperswil erreichten sie am 1. Mai 1444 das Städtchen Greifensee, das sie nach vierwöchiger Belagerung schleiften und die Besatzung (→Blutnacht von Greifensee) im Schnellverfahren hinrichteten. Zürcherische Truppen brandschatzten währenddessen in den Freien Ämtern. Keine Partei war jedoch mehr fähig, entscheidende Aktionen durchzuführen.
Mit dem Schiedsspruch von Einsiedeln am 13. Juli 1450, dem formalen Ende des Alten Zürichkriegs, blieb die Herrschaft hoch verschuldet und hoffte vergeblich auf finanzielle Unterstützung von Seiten Habsburg-Österreichs. Daher sahen einige Bürger unter Führung des Stadtschreibers Johannes Hettlinger ihre Zukunft fortan unter eidgenössischem Schirm und zettelten im Spätsommer 1456 einen Aufstand an. Die Unruhen endeten nach dem Zürcher Schiedsgericht vom 21. Dezember 1457 zwar mit dem Treueschwur, doch von einer eigentlichen Rückkehr unter habsburgischen Schirm konnte nicht die Rede sein.

### Schirmherrschaft der katholischen Orte (1458–1712)

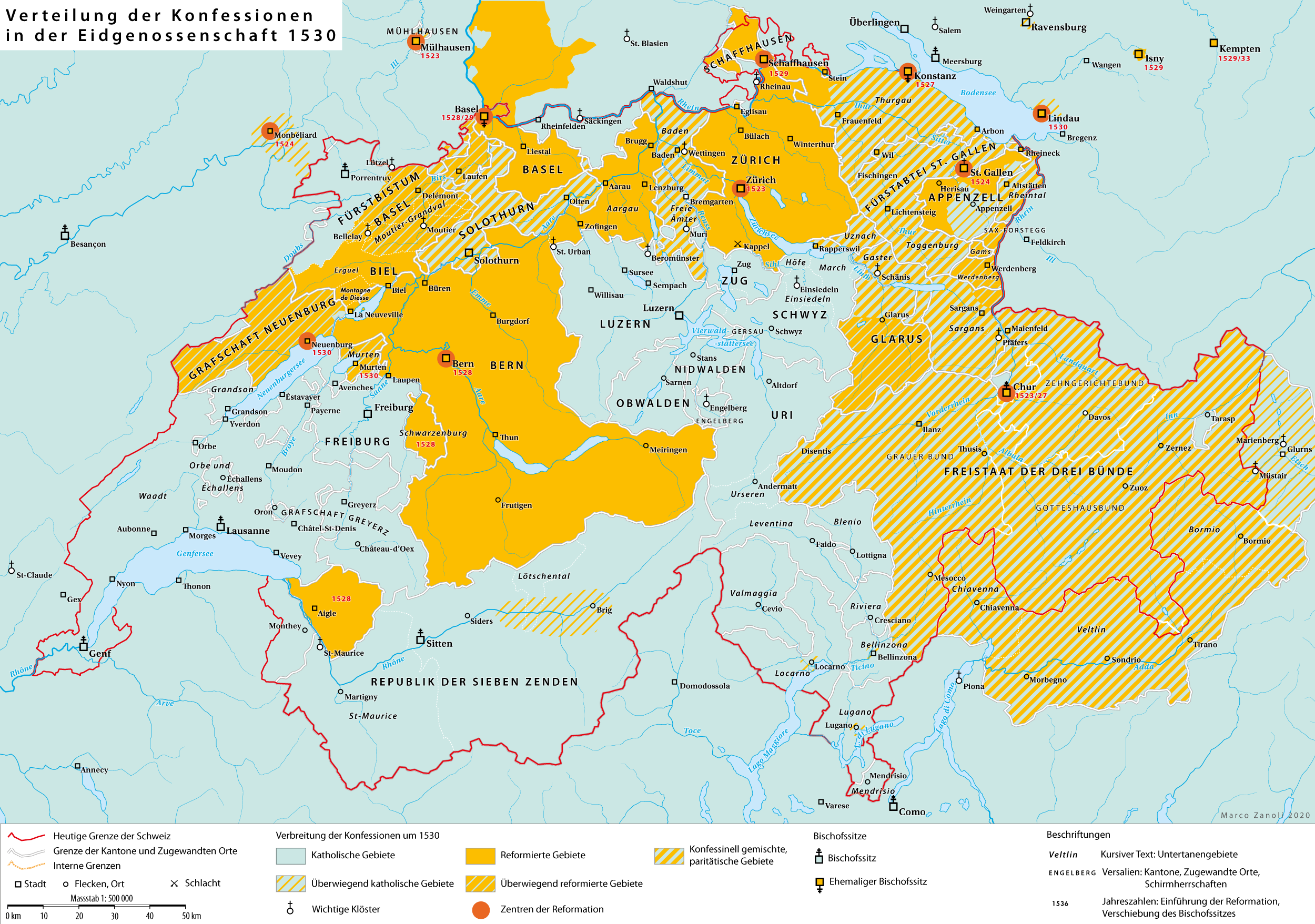
Die konfessionelle Situation in der Eidgenossenschaft 1530

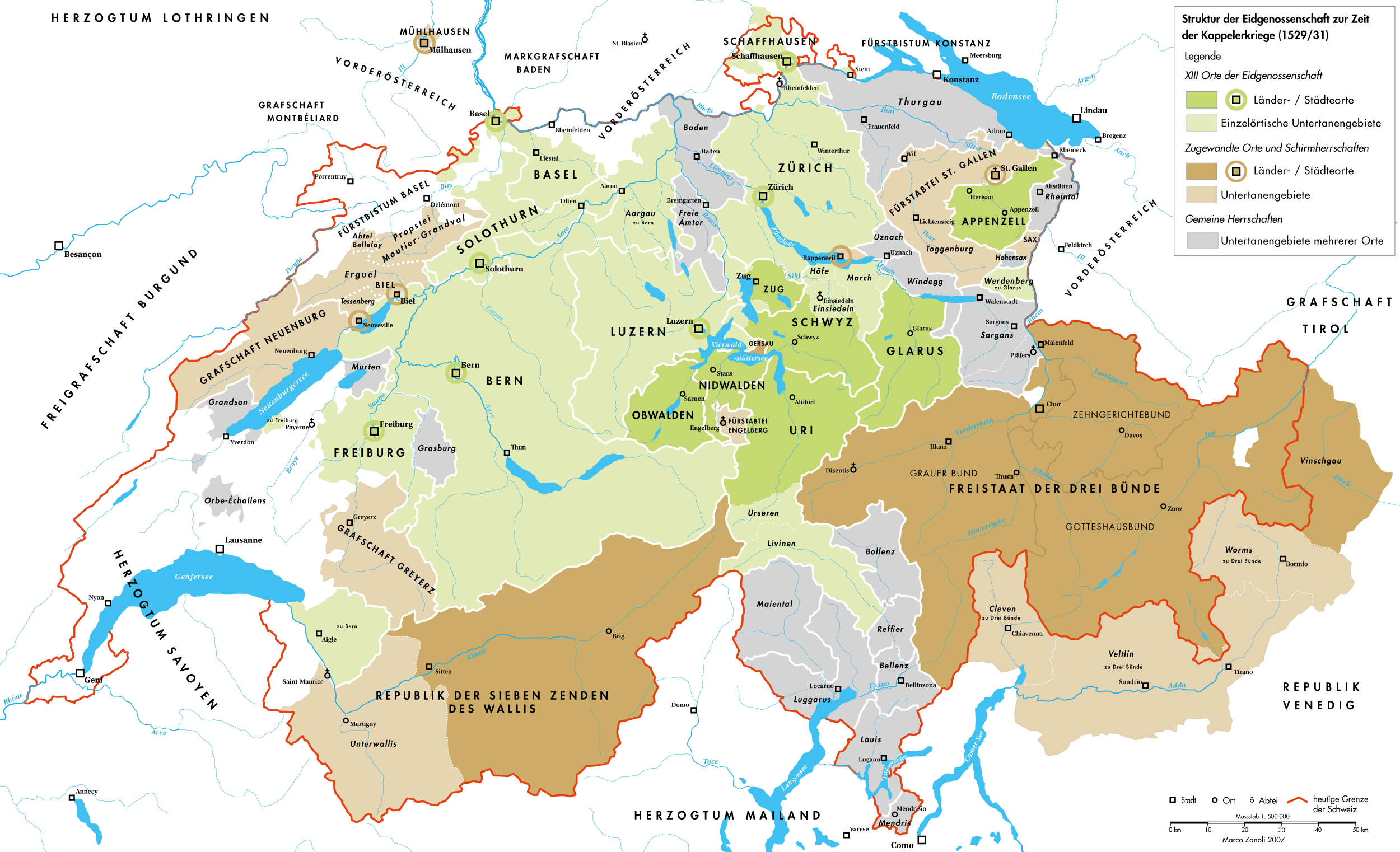
Politische Struktur der Eidgenossenschaft um 1530

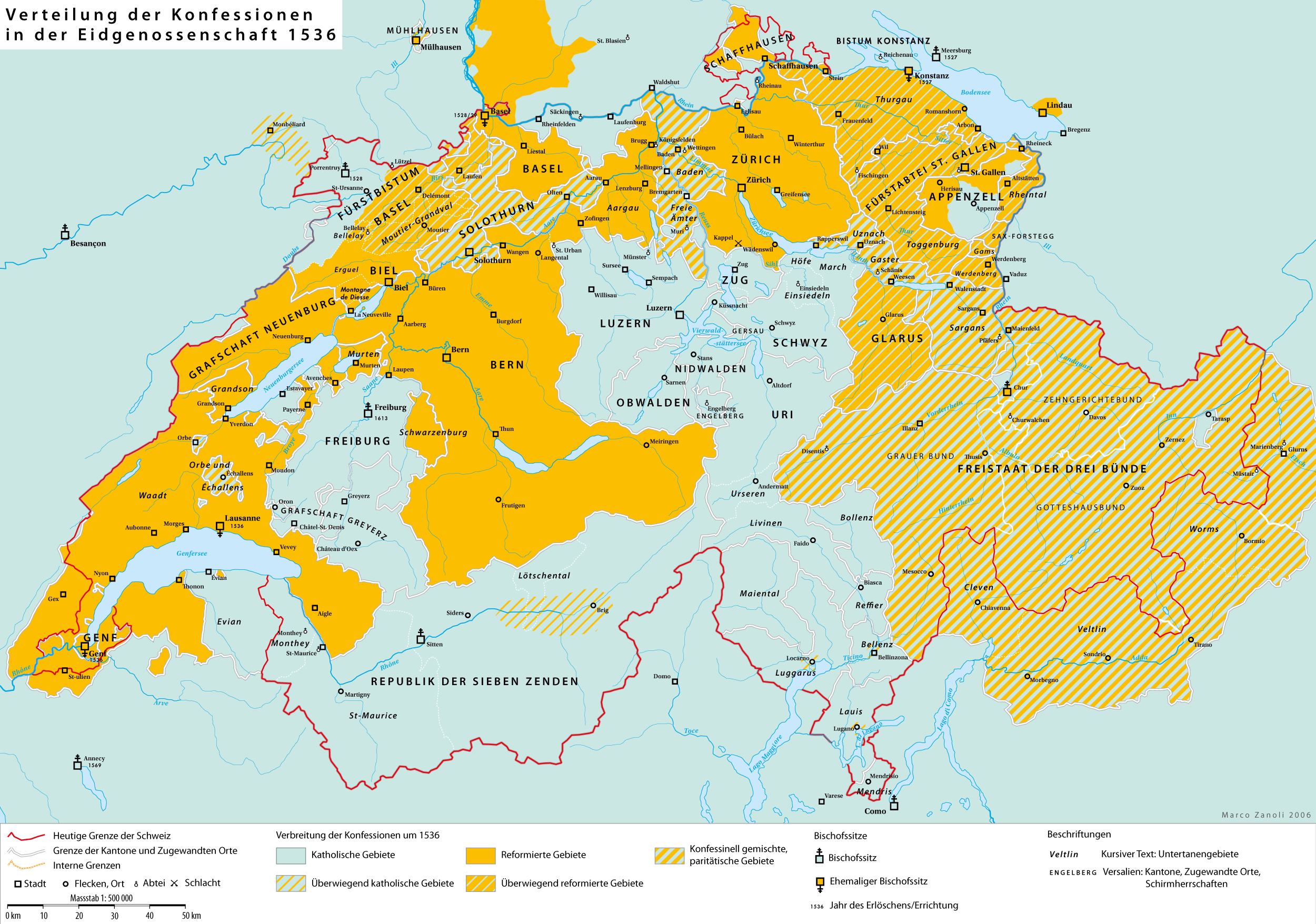
Die Konfessionsverteilung 1536 auf dem Höhepunkt der Reformation

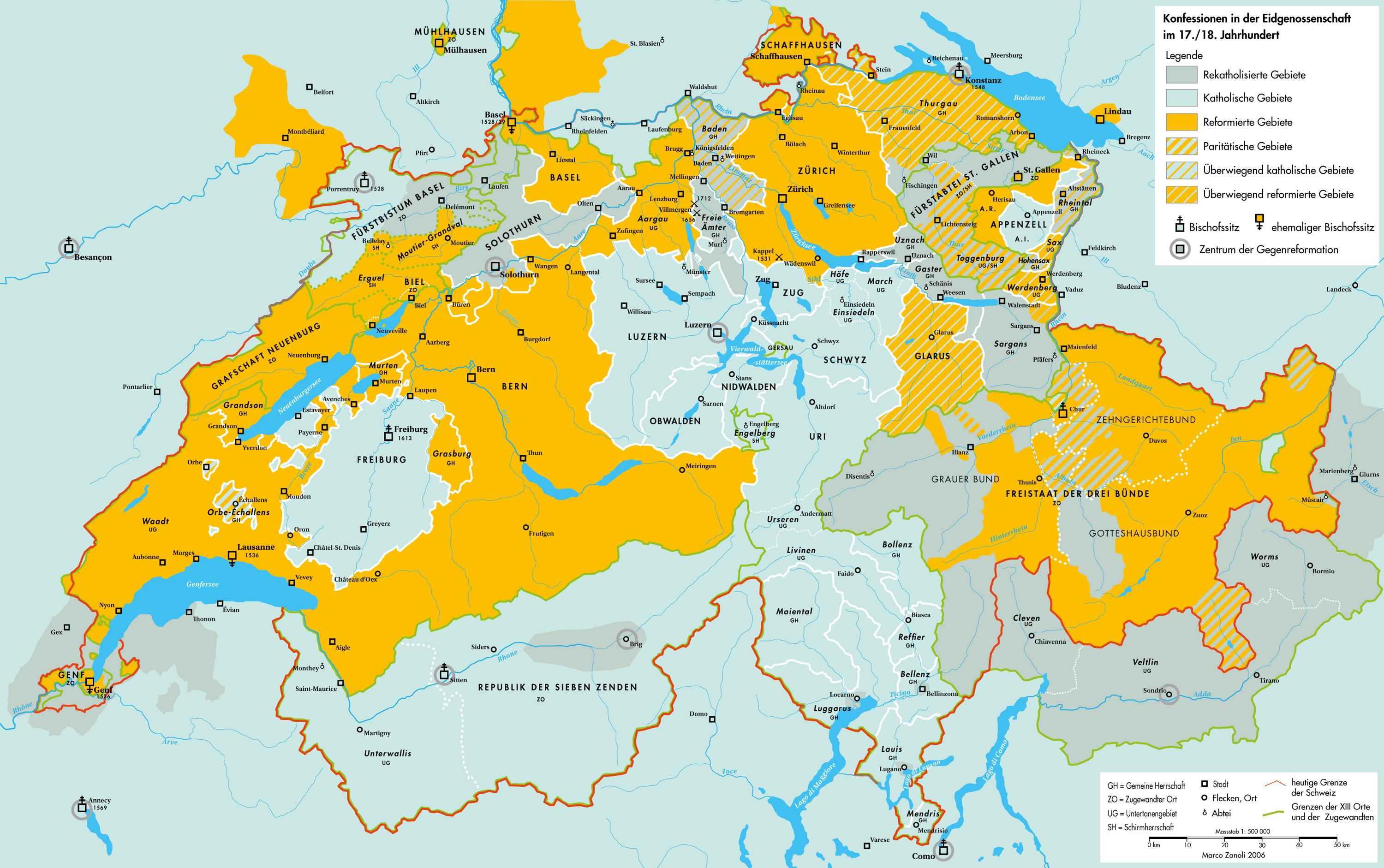
Die Konfessionverteilung nach dem Abschluss der Gegenreformation

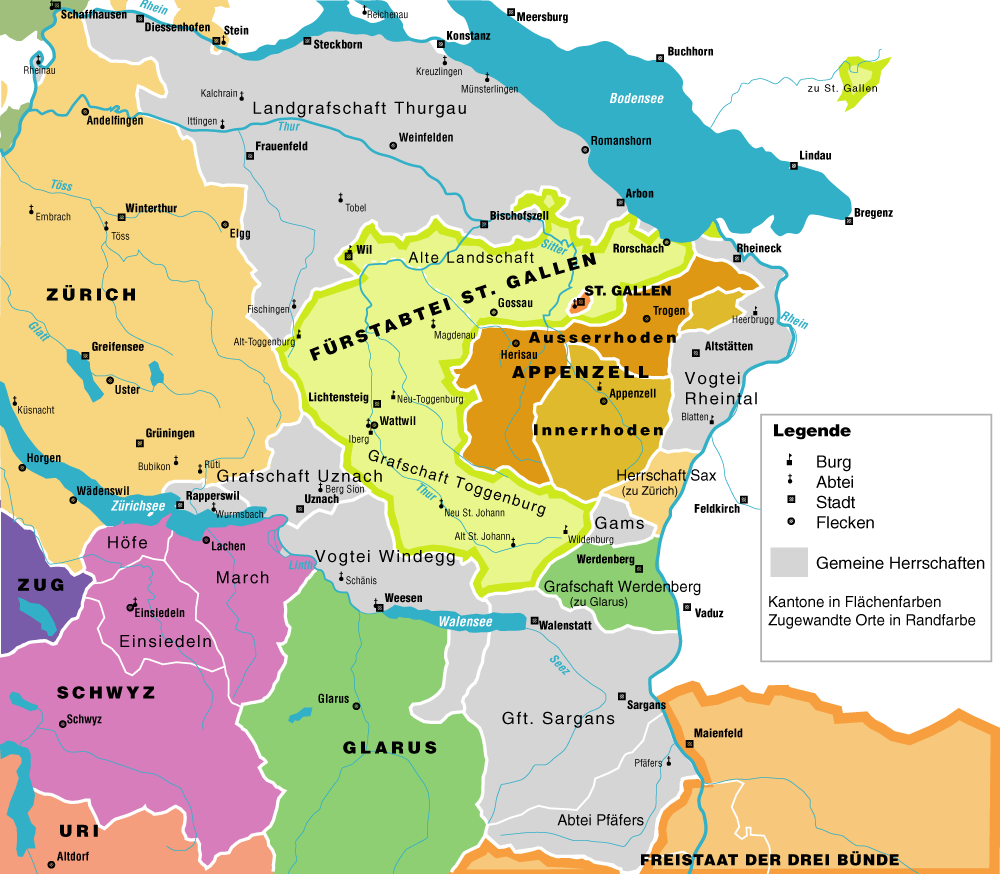
Die «Alte Ordnung» in der Ostschweiz bis 1798

Als die eidgenössischen Truppen von Uri, Schwyz und Unterwalden nach dem sogenannten Plappartkrieg am 20. September 1458 aus Konstanz heimkehrten, verlangten sie Einlass und führten den Sieg der pro-eidgenössischen Partei herbei.
Am 20. September 1460 liessen die Bürger von Unterwalden und Rapperswil den Absagebrief an Herzog Sigismund aufsetzen und beteiligten sich mit den sieben eidgenössischen Orten Zürich, Luzern, Uri, Schwyz, Unterwalden, Zug und Glarus an der Eroberung des österreichischen Thurgau (Landgrafschaft Thurgau).
Am 10. Januar 1464, kurz nach dem Tod Herzog Albrechts VI. und der Machtübernahme seines Vetters Herzog Sigmund, verfasste Johannes Hettlinger den Schirmbrief (→Schirmvogtei) mit Uri, Schwyz, Unterwalden und Glarus.
Rapperswil und seine Untertanengebiete wurden bis 1798 ein Protektorat der Alten Eidgenossenschaft – Ein Burgvogt amtierte als Verbindung zu den Schirmorten.
Während der Reformationswirren (siehe Reformation und Gegenreformation in der Schweiz) gewann die Lehre Huldrich Zwinglis auch in Rapperswil eifrige Anhänger, und die katholischen Schirmorte liessen Kanonen nach Rapperswil schaffen und die Burgbesatzung verstärken. Aufgestachelt durch die Stadtzürcher Getreidesperre und Prädikantenpolitik stürmten neugläubige Bürger im Juli 1531 das Rapperswiler Rathaus, vertrieben den Rat, wählten gar den Zürcher Stapfer zum Schultheissen und setzten einen protestantischen Pfarrer ein. Der Bildersturm und Brandstiftung zerstörten die städtischen Kirchen, in Busskirch, Kempraten, Jona und Wagen. Die Schlacht am Gubel fällte im Zweiten Kappelerkrieg endgültig die Entscheidung zugunsten der katholischen Orte, und mit dem Zweiten Kappeler Landfrieden vom 20. November 1531 wurde die weitere Ausbreitung der Reformation in der deutschsprachigen Schweiz beendet.
Rapperswil kehrte zum 'alten Glauben' zurück, der abgesetzte Schultheiss und die zum reformierten Glauben Konvertierten verliessen das Städtchen. Die vier Schirmorte liessen den Besitz der Umstürzler konfiszieren, verboten weitere Versammlungen und bestraften die Führer der protestantischen Partei mit Pranger, Zungenschlitzen und Exekutionen.
Die Herrschaft wurde durch eine Innerschweizer Besatzung überwacht und verlor im Gnadenbrief von 1532 einige ihrer von Habsburg gewährten Rechte.
Die nun wieder katholischen Machthaber versuchten «das Städtchen innerlich im alten Glauben zu festigen und gegen Einflüsse der nahen Zwinglistadt zu schützen», und das Konzil von Trient (1545–1563) leitete den «ersehnten Neuaufschwung des religiösen Lebens ein».
Die Idee einer Kapuzinerniederlassung wurde im Februar 1596 von Schwyz, Uri und Unterwalden dem Provinzial in Luzern und der Ordensleitung in Rom vorgetragen, und von der Kapuzinerprovinz und vom neugewählten Ordensgeneral aufgenommen.
Nuntius Giovanni della Torre erreichte, dass der Rat am 2. September 1602 den Baubeschluss «zur Mehrung und Äuffnung des heiligen, christlichen römisch-katholischen Glaubens» fasste und motivierte private und kirchliche Gönner, die notwendigen Gelder zu stiften, und im Jahr 1607 bezogen vorerst vier Patres und drei Brüder das Kapuzinerkloster Rapperswil.
Im nächsten schweizerischen Religionskrieg, dem Ersten Villmergerkrieg belagerte der Zürcher General Hans Rudolf Werdmüller das katholische Bollwerk Rapperswil vom 7. Januar bis 10. Februar 1656 erfolglos und verwüstete das Untertanengebiet der Herrschaft (→Belagerung von Rapperswil).
Der Villmerger oder «Dritte Landfriede» vom 7. März 1656 sicherte die durch den Zweiten Kappeler Landfrieden von 1531 erzielten Vereinbarungen und die katholische Vorherrschaft über die Rapperswiler Herrschaft.

### Protektorat der reformierten Orte (1712–1798)
Im Toggenburgerkrieg, auch als «Zwölferkrieg» oder zweiter Villmergerkrieg bekannt, von 1712 leistete Rapperswil den reformierten Truppen keinen Widerstand.
Mit dem Friede von Aarau, dem Vierten Landfrieden in der Geschichte der Eidgenossenschaft, sicherten sich am 11. August 1712 die reformierten Kantone die Vorherrschaft in den Gemeinen Herrschaften.
Damit wurde die seit 1458 respektive 1531 bestehende Hegemonie (Schirmherrschaft) der Alten Orte in der Verwaltung der Grafschaft Baden, der unteren Freien Ämter und Rapperswils beendet. Die reformierten Orte Bern, Glarus und Zürich wurden von 1712 bis 1798 die neuen Schirmorte.
Am 12. April 1798 wurde die Helvetische Republik durch Ausrufung begründet. Am 1. Mai 1798 nahm das französische Heer Rapperswil ein. Damit war die Zeit der Herrschaft Rapperswil beendet.

## Organisation und Verwaltung
Bis 1358 unterstand die Herrschaft abhängig von den einzelnen Lehen im Wesentlichen den Grafen von Rapperswil. Ab 1358 war Schloss Rapperswil Sitz und Wohnstätte des jeweils eingesetzten Vogtes.
Von 1358 bis 1415 residierte ein Habsburg-österreichischer Vogt auf Schloss Rapperswil.
Die drei Dorfgenossenschaften Busskirch/Jona, Kempraten und Wagen bildeten ungefähr seit Ende des 14. Jahrhunderts zusammen mit dem Zisterzienserinnenkloster Wurmsbach das Untertanengebiet der Stadt Rapperswil.
Im Jahr 1415 erhielt Rapperswil die Reichsunmittelbarkeit, befand sich aber während des Alten Zürichkriegs ab 1442 wieder unter Habsburger Herrschaft.
Von 1458 bis 1712 wurde Rapperswil als Schirmherrschaft (Protektorat) der Alten Eidgenossenschaft verwaltet, bis 1712 von den katholischen Orten Uri, Schwyz, Unterwalden, in den Jahren 1712 bis 1798 von den reformierten Orten Bern, Glarus und Zürich.
1798 grenzte die Herrschaft Rapperswil – eines der flächenmässig kleinsten Protektorate der Alten Eidgenossenschaft – an die Stadtzürcher Herrschaft Grüningen, die gemeinsam von Glarus und Schwyz verwaltete Landvogtei Uznach und an die Schwyzer March.

## Wappen
Das Wappen der Herrschaft respektive des Herrschaftssitzes Rapperswil entsprach weitgehend dem Wappen der bis 2006 eigenständigen Stadt Rapperswil (SG) und zeigt auf silbernem Grund zwei rote Rosen mit goldenen Butzen und ebenfalls roten, entgegen geasteten Stielen. Es ist dem Dreirosenwappen der Rapperswiler Grafen mit drei Rosen nachempfunden.
Das Wappen der Untertanengebiete (ab 1358) mit den Höfen Busskirch/Jona, Kempraten und Wagen zeigte in Anlehnung an das Rapperswiler Wappen eine einzelne Rose.

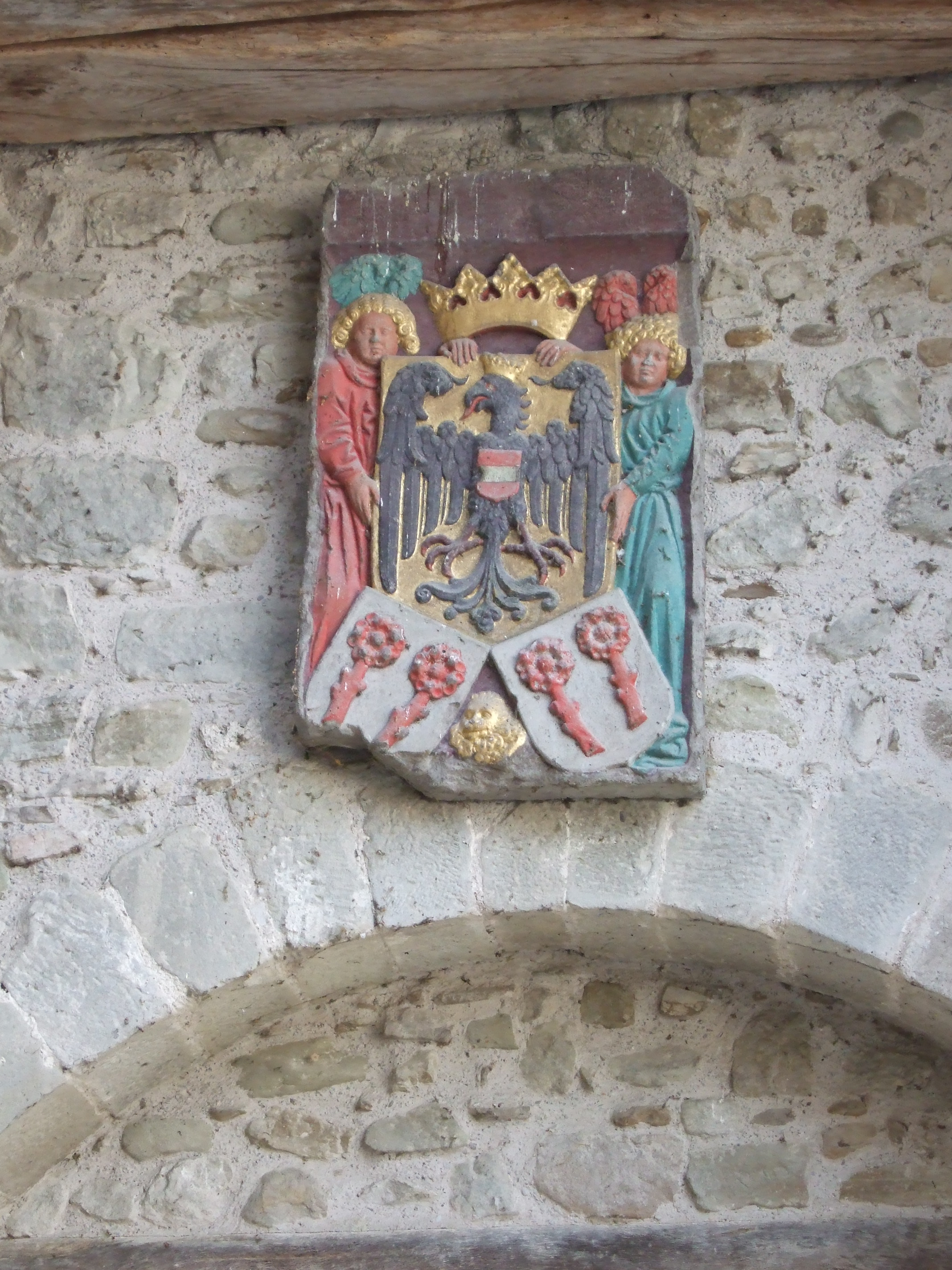
Wappen der Herrschaft Rapperswil aus der habsburgischen Zeit
Wappen von Stadt und Herrschaft Rapperswil
Wappen der Untertanengebiete Zur Veranschaulichung das Wappen von Altendorf (SZ)
Wappen der Rapperswiler